# 허버트 스미스
허버트 스미스 프리힐즈(Herbert Smith Freehills)는 2012년에 영국계 허버트 스미스와 호주계 프리힐즈가 합병하여 생긴 다국적 로펌이다. 국제중재와 자원 개발 분야 등이 강점이며 서울에 사무소를 두고 있으며 17개 국가에 사무소를 두고 있으며 아태 지역 최대 로펌(변호사 2,800명)이다. 2013년 9월 25일 대한변협에 국내로펌과의 '공동사건처리'를 위한 등록을 신청했다.

## 참고 문헌
- 디오데오 2013-02-20
- 월스트리트저널 요동치는 아시아 법률시장 29. October 2012
- http://www.herbertsmithfreehills.com/legal-and-regulatory/south-korea 보관됨 2013-09-27 - 웨이백 머신